# Floréal an LXXIX

## Événements

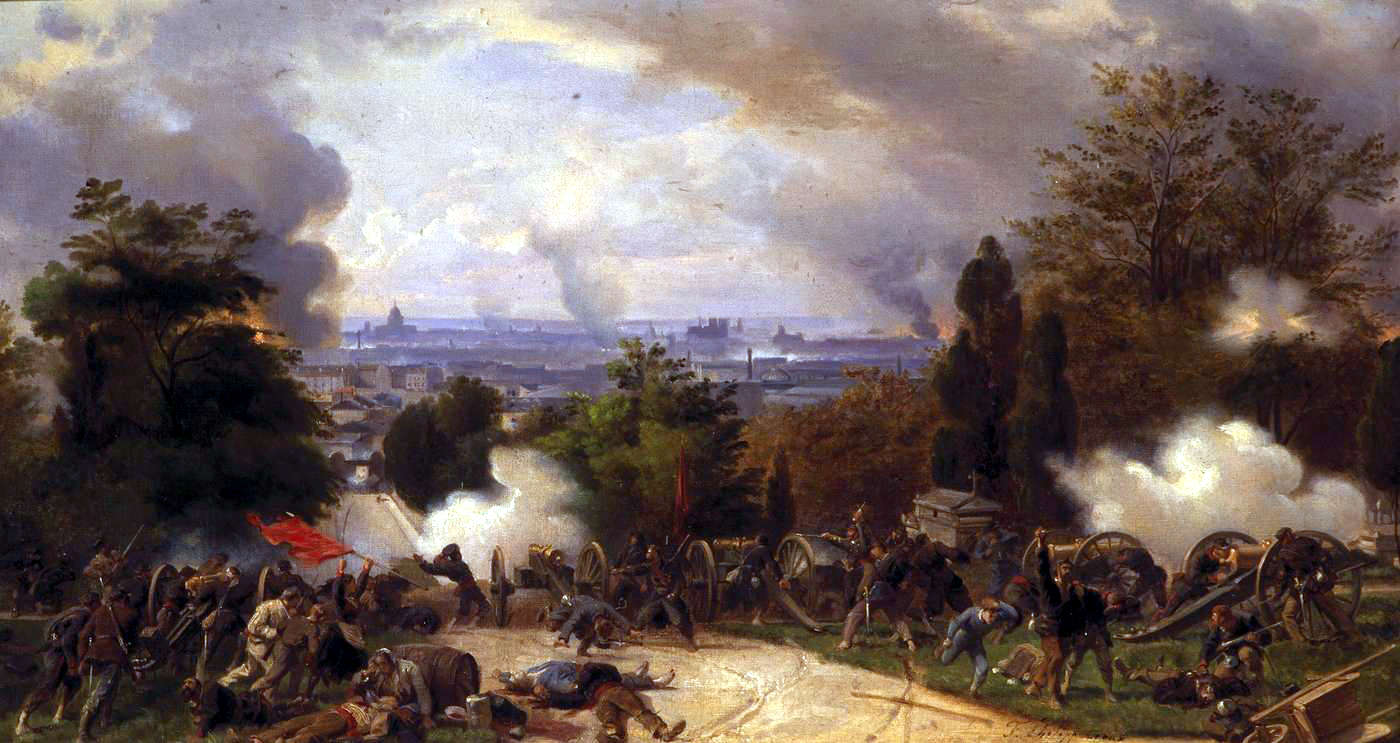
27 mai : Bataille du cimetière Lachaise

- 16 floréal (6 mai): utilisation du calendrier républicain par le Journal officiel de la République française.

- 17 floréal (7 mai): 
  - Parution du numéro  5   du Fils du Père Duchêne illustré.
  - second tour des élections municipales en province.

- 20 floréal (10 mai): 
  - Parution du numéro  6     du Fils du Père Duchêne illustré.
  - Par le Traité de Francfort (1871) qui met fin à la guerre franco-prussienne de 1870 : la France perd l'Alsace et une partie de la Lorraine, cette perte est vécue par la France comme un profond traumatisme. De plus la France doit verser cinq milliards d'indemnités (4,9 sont récoltés par une souscription nationale ouverte le 27 juin).
  - À la suite de ce traité, environ 160 000 Alsaciens et Lorrains, refusant de devenir Allemands quittent les provinces perdues et s'installent sur le territoire français.

- 24 floréal (14 mai) : 
  - Création du Territoire de Belfort à partir de l'ancien arrondissement du Haut-Rhin non annexé par l'Empire allemand.
  - Parution du numéro  7 du Fils du Père Duchêne illustré.

- 26 floréal (16 mai) : La Commune vote le report du paiement des dettes et des loyers, la liberté d’association, la séparation de l’Église et de l’État, la collectivisation des entreprises abandonnées par leurs propriétaires, l’adoption du drapeau rouge et du calendrier révolutionnaire, la destruction de la statue de Napoléon place Vendôme et de la maison de Thiers.

- 27 floréal (17 mai) : Parution du numéro  8    du Fils du Père Duchêne illustré.

- 28 floréal (18 mai) : L'Assemblée Nationale, réunie à Versailles, ratifie le traité de Francfort.

## Naissances
- 16 floréal (6 mai) : Victor Grignard, né à Cherbourg dans la Manche, chimiste français, prix Nobel de chimie en 1912 († 1935).
- 24 floréal (14 mai) : Walter Stanley Monroe, premier ministre de Terre-Neuve.

## Décès
- 21 floréal (11 mai) : John Herschel, scientifique et un astronome britannique.